# Nobody I Know
Nobody I Know är en poplåt skriven av Paul McCartney (men som alla kompositioner under den eran krediterad Lennon–McCartney) som gavs ut som popduon Peter and Gordons andra singel i maj 1964. Den skrevs specifikt som uppföljare till duons genombrott med debutsingeln "A World Without Love", men blev inte en riktigt lika stor hit som denna varit.

## Listplaceringar
| Lista (1964)   | Position               |
| -------------- | ---------------------- |
| Irland         | 8                      |
| Kanada         | 9 (RPM)                |
| Storbritannien | 10                     |
| Sverige        | 8 (Tio i topp)         |
| USA            | 12 (Billboard Hot 100) |